# ویلیام کلمنت استون
ویلیام کلمنت استون، (به انگلیسی: William Clement Stone) (زاده ۴ مه ۱۹۰۲ - درگذشته ۳ سپتامبر ۲۰۰۲) کارآفرین، نیکوکار، بازرگان و مدیر ارشد اجرایی آمریکایی بود، که در سال ۱۹۸۲ شرکت ای‌اوان را تأسیس نمود.

## کتاب‌ها
- ١. روانشناسی موفقیت : موفقیت با ذهنیت مثبت [۱]
- ٢. موفقیت نامحدود در ٢٠ روز [۱]